# Supercoppa spagnola 2020 (pallavolo maschile)
La Supercoppa spagnola 2020 si è svolta il 26 settembre 2020: al torneo hanno partecipato due squadre di club spagnole e la vittoria finale è andata per la nona volta, la quinta consecutiva, al Teruel.

## Regolamento
Le squadre hanno disputato una gara unica.

## Squadre partecipanti
| Squadra | Qualificazione                                |
| ------- | --------------------------------------------- |
| Almería | 1ª in Superliga de Voleibol Masculina 2019-20 |
| Teruel  | Vincitrice Coppa del Re 2019-20               |

## Torneo
| 26 settembre 2020 Pabellón Los Planos, Teruel Durata: 1h:20 - Spettatori: 300 | Teruel | 3 - 0 | Almería | 25-19, 25-13, 25-18 |